# 夏色
「夏色」（なついろ）は、日本のフォークデュオ、ゆずの楽曲で、メジャーデビューシングル。1998年6月3日に発売。発売元はセーニャ・アンド・カンパニー。

## 概要
同年7月の第1週に初めてオリコンチャートのトップ30に入り、9月の第1週にはトップ20入り、9月第3週には最高位である17位を記録した。
大阪のFM局、FM802の1998年6月のヘビーローテーション「HEAVY ROTATION NUMBER」に選ばれる。発売から25年後の2023年6月にもリリース25周年を盛り上げるべく「HEAVY ROTATIONｰRevival-」と称して期間限定で異例の25年ぶり2度目のヘビーローテーションとなった。6月2日〜8日に各番組でオンエアされる。
2008年11月18日からは、メンバーの出身地である神奈川県横浜市磯子区岡村に近い京急本線上大岡駅において接近メロディとして使用されている。編曲は塩塚博が手掛けた。
発売から19年後の2017年にはロッテ「爽」のCMソングとして起用され、初のタイアップとなった。

## 収録曲
| 全編曲: 寺岡呼人&ゆず。 |              |           |           |      |
| #                       | タイトル     | 作詞      | 作曲      | 時間 |
| 1.                      | 「夏色」     | 北川悠仁  | 北川悠仁  | 3:21 |
| 2.                      | 「大バカ者」 | 岩沢厚治  | 岩沢厚治  | 2:49 |
| 3.                      | 「贈る詩」   | 北川悠仁  | 北川悠仁  | 2:49 |
| 合計時間:               | 合計時間:    | 合計時間: | 合計時間: | 8:59 |

## 楽曲解説
1. 夏色
  - 『スペースシャワーTV』1998年度6月期 POWER PUSH曲。
  - 「夏色」という曲名は、岩沢が「色が見えました。夏色っていう色が」という由来から付けられた。
  - ミュージックビデオには鎌倉市七里ヶ浜が使われている。
  - シンガーソングライターの山崎まさよしと岩沢厚治が音楽雑誌[5]で対談した際、山崎が「サビの『この長い長い下り坂を〜』から疾走感がどんどん増すのに、突然『ゆっくり〜ゆっくり〜』とブレーキを握る歌詞になるのがずっと疑問だった」と述べ、その理由を代わって岩沢が返答した（北川の実家の前に急な坂がある、という内容）[5]。ブレーキいっぱい握りしめる理由は、「ブレーキを必死に握らないと、死ぬんですよ、あの坂（笑）」と岩沢は語っている[5]。
  - 北川曰く、「パンツ一丁で作った曲がこんなに有名になってずっと歌うとは思わなかった(笑)」とのこと。
  - ライブでは、演奏終了後に、観客の「もう1回!」という掛け声と共にサビ部分を再度繰り返して演奏される（その際、悠仁が観客を罵倒するパフォーマンスも見せている）。
  - 夏の曲なのに『五時半の夕焼け』という歌詞があるのは、この曲が冬に作られた曲であるため、夕焼けの時刻を間違えてしまったからだという[6]。また、『君を自転車の後ろに乗せて』という歌詞で、道路交通法に違反しているとの指摘がある[7]。
2. 大バカ者
3. 贈る詩
  - 路上時代に誕生日を祝ってくれたファンのために書いた曲。
  - 2017年3月31日の『ミュージックステーション』でテレビ初披露。
  - カップリング曲では唯一ベストアルバムに収録されている。

## 夏色 [再録]
「夏色 [再録]」（なついろ [さいろく]）は、ゆずの配信限定シングル。2024年7月17日にセーニャ・アンド・カンパニーから配信。

### 概要
「夏色」を26年越しに再レコーディングした作品で、テレビ朝日火9ドラマ『南くんが恋人!?』挿入歌。「伏線回収」が同ドラマの主題歌として起用されているのに合わせてドラマチームより「夏色」を挿入歌として起用したいというオファーがあり、"令和の時代やドラマにマッチするように「夏色」を録り直してみたい"とアイディアのもと再録された。
「夏色 [再録]」ではトオミヨウがアレンジを担当。原曲の持つノスタルジックさや瑞々しさなどを残しつつ、より耳馴染みするサウンドやストリングス構成にしたうえでレコーディング。歌入れは「夏色」発売からちょうど26年となった6月3日に敢行され、北川、岩沢ともに全編で再度歌入れを行った。
『南くんが恋人!?』初回放送にて、再録バージョンがサプライズでオンエアされ、放送翌日より「伏線回収」とともに配信される。

## 収録作品
- 夏色
  - ゆず一家
  - ゆずスマイル
  - Home 1997-2000
  - YUZU 20th Anniversary ALL TIME BEST ALBUM ゆずイロハ 1997-2017
- 夏色（Live Version #1）
  - 歌時記 〜サクラサク篇〜
- 夏色（Live Version #2）
  - 歌時記 〜ふたりのビッグ（エッグ）ショー篇〜
- 夏色（Live Version #3）
  - 二人参客 2015.8.15〜緑の日〜
- 夏色（Live Version #4）
  - 二人参客 2015.8.16〜黄色の日〜
- 大バカ者
  - アルバム未収録
- 贈る詩
  - ゆず一家
  - YUZU 20th Anniversary ALL TIME BEST ALBUM ゆずイロハ 1997-2017
- 贈る詩（Live Version）
  - 二人参客 2015.8.15〜緑の日〜

## テレビ出演
- 出没!アド街ック天国（1998年8月29日、テレビ東京）放送番組センター放送ライブラリー収蔵
メジャーデビュー直後に横浜松坂屋で路上ライブで歌唱する姿が放送された[9]
- 第54回NHK紅白歌合戦（2003年12月31日、NHK）
横浜松坂屋前からの中継で出演し、「夏色など…」と題して、シングル曲「濃」（2003年）「またあえる日まで」（2002年）と共にメドレーで披露。
- 僕らの音楽2（2005年6月17日、フジテレビ）
- Music Lovers（2008年5月4日、日本テレビ）
- SMAP×SMAP（2009年4月20日、関西テレビ・フジテレビ）
- とくばん（2009年9月20日、TBS）
- ミュージックステーションスペシャルスーパークリスマスイブライブ2010（2010年12月24日、テレビ朝日）
「from」（2010年）と共に披露。
- ミュージックフェア（2011年、フジテレビ）
2回目のゆずワンマンライブの際にオープニングで披露された。
- 第73回NHK紅白歌合戦（2022年12月31日、NHK）
関ジャニ∞の「もう1回！」の掛け声に応えてサビを繰り返し演奏し、続けて北川が関ジャニ∞に楽曲提供した「T.W.L」を2組の共演で歌唱した[10]。

## カバー
夏色
- 城ヶ崎美嘉（佳村はるか）・城ヶ崎莉嘉（山本希望） - ゲーム『アイドルマスター シンデレラガールズ スターライトステージ』収録曲として2018年9月3日に追加。翌年2019年9月18日発売のシングル「THE IDOLM@STER CINDERELLA GIRLS STARLIGHT MASTER 32 アンデッド・ダンスロック」に収録された。
- オーイシマサヨシ×加藤純一 - ニコニコ超会議2018 超音楽祭にて披露された。
- 幾田りら - インスタライブで弾き語りで披露された。